# Florrie
Pour les articles homonymes, voir Arnold.
Florence Arnold, née le 28 décembre 1988 à Bristol en Angleterre, plus connue sous le nom de scène Florrie, est une chanteuse et auteur-compositrice, batteuse et mannequin britannique. Liée à la maison de production Xenomania dont elle a été la batteuse attitrée en 2008, elle a joué en live et enregistré en studio avec des artistes comme Kylie Minogue, Girls Aloud et les Pet Shop Boys, avant de devenir l'égérie du parfum « Nina l’Élixir » et se lancer dans une carrière solo en 2010, avec un univers électro-pop entrainant.

## Biographie
(25 avril 2017).

### Ses premières années
Florrie née Florence Arnold le 28 décembre 1988 à Bristol. Elle suit sa scolarité à la Colston's Girls' School (en). Elle s'intéresse dès l'âge de six ans à la batterie, alors qu'elle est en vacances familiales en Grèce. À l'adolescence, elle crée son propre groupe avec lequel elle fait des reprises d'Avril Lavigne. Elle a un contrat avec Guy Chambers et joue avec plusieurs groupes. Finalement, elle arrive à Londres à l'âge de dix-sept ans.

### Carrière
Une réunion avec le manager de la chanteuse australienne Gabriella Cilmi conduit Florrie à une audition réussie en tant que batteur dans la maison de disque Xenomania. Son premier travail est de jouer pour les Girls Aloud en 2008, sur les chansons de leurs singles "The Promise ". Elle coécrit également la chanson "One Touch" pour le duo de femme "Mini Viva". Son producteur, Brian Higgins, encourage Florrie à chanter une de ses propres chansons. Le remix de "Call 911" par Fred Falke a été téléchargé plus d'un millier de fois à travers le monde après seulement quelques jours. En outre, son remix de "Panic Attack" est devenu le huitième titre le plus téléchargé pour mars 2010 sur le site de musique BIGSTEREO.
À la mi-2010, Florrie est annoncée comme l’égérie du nouveau parfum de Nina Ricci, Nina Elixir. Elle joue dans le spot TV pour la campagne de publicité dans laquelle elle fait une reprise de Blondie, "Sunday Girl". Elle apparaît aussi sur des publicités imprimées réalisées par Ruven Afanador.
Florrie publie son premier EP, Introduction, le 15 novembre 2010 sur iTunes Store, contenant les titres "Give Me Your Love", "Summer Nights" et "Left Too Late". Son EP est mis à disposition en téléchargement gratuit sur son site officiel
, ainsi que sur des vinyles 12" limités à 500 exemplaires.
Music blogs Popjustice, ArjanWrites.com, electronic rumors, Dödselectro and Sundtraktous ont tous salué la qualité de la musique, ainsi que la mise à disposition gratuite des pistes et exprimant leur intérêt pour le matériel d'avenir. D'autres ont identifié que les musiques de Florrie ont été propulsées vers la notoriété par les réseaux sociaux.
Florrie dit à Ponystep :

« Je pense que c'est vraiment important d'avoir ce contact avec les fans et pour eux, de leur laisser la possibilité de l'acheter à travers le monde, sans pression de la société [...] C'est le meilleur moyen, parce que les gens peuvent sentir comment ils te découvrent, à l'opposé d'un Label. Je veux que mes fans se sentent bien, qu'ils aient comme une sorte de propriété. »

Le deuxième EP de Florrie, Experiments, paraît le 14 juin 2011 et comprend les chansons "Speed of Light", "Experimenting with Rugs", "What You Doing This For?", "I Took a Little Something", "Begging Me" and "She Always Gets What She Wants".
Un troisième EP, Late, est ajouté sur iTunes le 31 mai 2012. Florrie annonce sur son site internet le 23 mai, qu'elle signe pour une grande maison de disques, ce qui signifie que c'est son dernier EP en tant qu'artiste indépendant.

## Style musical
Dans une interview avec Ponystep, Florrie décrit son style musical comme « un grand mélange : un style des années soixante, organique fusionné avec des sons de pop moderne et d'électro ». Elle a aussi raconté dans Metro, « J'ai grandi en écoutant les enregistrements des Beatles, mais j'aime la musique électro, j'adore faire des musiques entraînantes qui font danser les gens. ».

## Discographie

### Albums
| Introduction (15 novembre 2010) | Introduction (15 novembre 2010) | Introduction (15 novembre 2010)                                                                                                  | Introduction (15 novembre 2010) | Introduction (15 novembre 2010) | Introduction (15 novembre 2010) | Introduction (15 novembre 2010) | Introduction (15 novembre 2010) | Introduction (15 novembre 2010) | Introduction (15 novembre 2010) |
| No                              | Titre                           | Auteur | Producteur                      | Durée                           |                                 |                                 |                                 |                                 |                                 |
| ------------------------------- | ------------------------------- | --- | ------------------------------- | ------------------------------- | ------------------------------- | ------------------------------- | ------------------------------- | ------------------------------- | ------------------------------- |
| 1.                              | Call of the Wild                | Florrie Arnold, Brian Higgins, Sam Martin, Eliza Dodd-Noble, Jason Resch, Kieran Jones, Toby Scott, Dot Allison, Hannah Caughlin | Xenomania                       | 3:19                            |                                 |                                 |                                 |                                 |                                 |
| 2.                              | Give Me Your Love               | Arnold, Miranda Cooper, Higgins, Fred Falke, Resch, Jones, Scott                                                                 | Xenomania                       | 3:53                            |                                 |                                 |                                 |                                 |                                 |
| 3.                              | Summer Nights                   | Arnold Cooper, Higgins, Tim Larcombe, Resch, Jones, Scott, la loi Dodd-Noble, Andrew Higgins                                     | Xenomania                       | 3:54                            |                                 |                                 |                                 |                                 |                                 |
| 4.                              | Left Too Late                   | Arnold Cooper, Higgins, Falke, Scott, la loi Dodd-Noble                                                                          | Xenomania                       | 4:17                            |                                 |                                 |                                 |                                 |                                 |
| 15:23                           |                                 | |                                 |                                 |                                 |                                 |                                 |                                 |                                 |

| Experiments (14 Juin 2011) | Experiments (14 Juin 2011)     | Experiments (14 Juin 2011)                                                                  | Experiments (14 Juin 2011) | Experiments (14 Juin 2011) | Experiments (14 Juin 2011) | Experiments (14 Juin 2011) | Experiments (14 Juin 2011) | Experiments (14 Juin 2011) | Experiments (14 Juin 2011) |
| No                         | Titre                          | Auteur                                                                                      | Producteur                 | Durée                      |                            |                            |                            |                            |                            |
| -------------------------- | ------------------------------ | ------------------------------------------------------------------------------------------- | -------------------------- | -------------------------- | -------------------------- | -------------------------- | -------------------------- | -------------------------- | -------------------------- |
| 1.                         | Speed of Light                 | Arnold, Cooper, Higgins, Resch, Jones, Scott, Falke,Mike Chapman, Uzoechi Emenike, Tim Deal | Xenomania                  | 4:38                       |                            |                            |                            |                            |                            |
| 2.                         | Experimenting with Rugs        | Arnold, Cooper, Higgins, Scott, Martin, Resch, Jones, Owen Parker, Emenike, Deal            | Xenomania                  | 5:31                       |                            |                            |                            |                            |                            |
| 3.                         | What You Doing This For?       | Arnold, Cooper, Higgins, Resch, Jones, Scott, Parker, Thomas Roussel, Yannick Grandjean     | Xenomania                  | 4:40                       |                            |                            |                            |                            |                            |
| 4.                         | I Took a Little Something      | Arnold, Cooper, Higgins, Scott, Falke, Emenike, Keith Reid, Christopher Thompson            | Xenomania                  | 4:11                       |                            |                            |                            |                            |                            |
| 5.                         | Begging Me                     | Arnold, Cooper, Higgins, Scott, Falke, Matt Gray, Parker, Dodd-Noble                        | Xenomania                  | 4:04                       |                            |                            |                            |                            |                            |
| 6.                         | She Always Gets What She Wants | Arnold, Cooper, Higgins, Scott, Resch, Jones                                                | Xenomania                  | 3:45                       |                            |                            |                            |                            |                            |
| 26:49                      |                                |                                                                                             |                            |                            |                            |                            |                            |                            |                            |

| Late (31 mai 2012) | Late (31 mai 2012)     | Late (31 mai 2012)                                                           | Late (31 mai 2012) | Late (31 mai 2012) | Late (31 mai 2012) | Late (31 mai 2012) | Late (31 mai 2012) | Late (31 mai 2012) | Late (31 mai 2012) |
| No                 | Titre                  | Auteur                                                                       | Producteur         | Durée              |                    |                    |                    |                    |                    |
| ------------------ | ---------------------- | ---------------------------------------------------------------------------- | ------------------ | ------------------ | ------------------ | ------------------ | ------------------ | ------------------ | ------------------ |
| 1.                 | Shot You Down          | Arnold, Higgins, Jerry Bouthier, Cooper, Parker, Scott                       | Xenomania          | 3:43               |                    |                    |                    |                    |                    |
| 2.                 | I'm Gonna Get You Back | Arnold, Higgins, Resch, Jones, Luke Fitton, Scott, Martin                    | Xenomania          | 4:17               |                    |                    |                    |                    |                    |
| 3.                 | Every Inch             | Arnold, Higgins, Fred Falke, Cooper, Niara Scarlett, Martin, Tim Deal, Scott | Xenomania          | 4:31               |                    |                    |                    |                    |                    |
| 4.                 | To the End             | Arnold, Annie Strand, Higgins, Fitton, Deal, Scott                           | Xenomania          | 4:00               |                    |                    |                    |                    |                    |
| 26:49              |                        |                                                                              |                    |                    |                    |                    |                    |                    |                    |

### Singles
- "Give Me Your Love" (2010)
- "Sunday Girl" (2010)
- "Begging Me" (2011)
- "Experimenting with Rugs" (2011)
- "I Took a Little Something" (2011)
- "Shot You Down" (2012)
- "Live A Little" (2013)
- "Little White Lies" (2014)
- "Too young to remember" (2015)
- "Real Love" (2016)
- "Borderline" (2019)